# Governatorato di al-Qayrawan
Il governatorato di al-Qayrawān è uno dei 24 governatorati della Tunisia. Venne istituito nel 1956 e si trova nella parte centrale del paese; il suo capoluogo è al-Qayrawan.
Nel governatorato ci sono le seguenti città:
- Aïn Djeloula
- Alaâ
- Bou Hajla
- Chebika
- Echrarda
- Oueslatia
- Haffouz
- Hajeb El Ayoun
- Al-Qayrawan
- Menzel Mehiri
- Nasrallah
- Sbikha